# 473L Query
473L Query је програмски језик сличан енглеском језику креиран од стране америчке ваздушне снаге који је коришћен за 473L компјутерски систем.